# Album al numero uno della classifica FIMI nel 2007
La presente lista elenca gli album che hanno raggiunto la prima posizione nella classifica settimanale italiana Artisti, stilata durante il 2007 dalla Federazione Industria Musicale Italiana, in collaborazione con Nielsen.

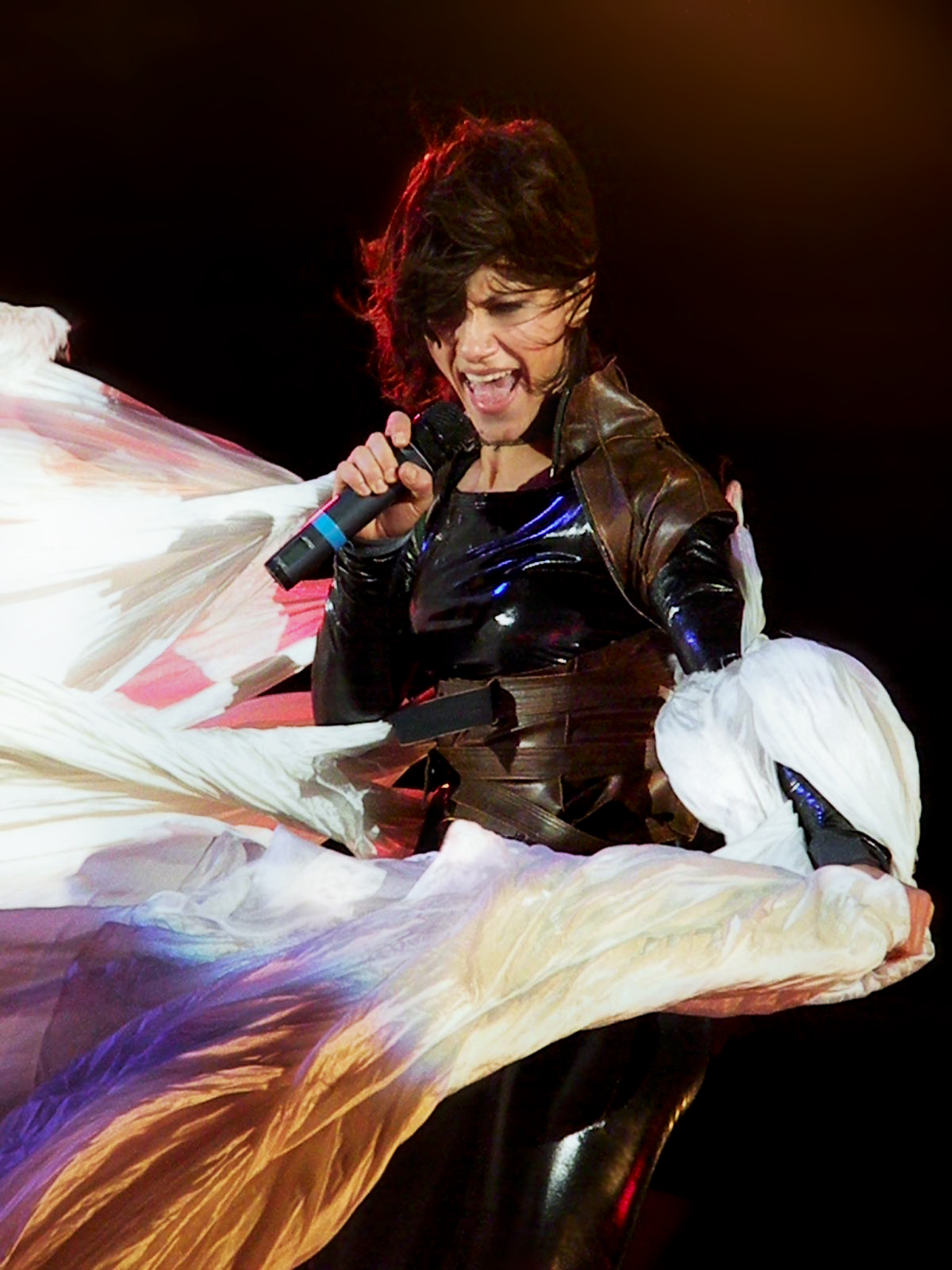
I primi dieci anni di carriera di Elisa sono raccolti in Soundtrack '96-'06

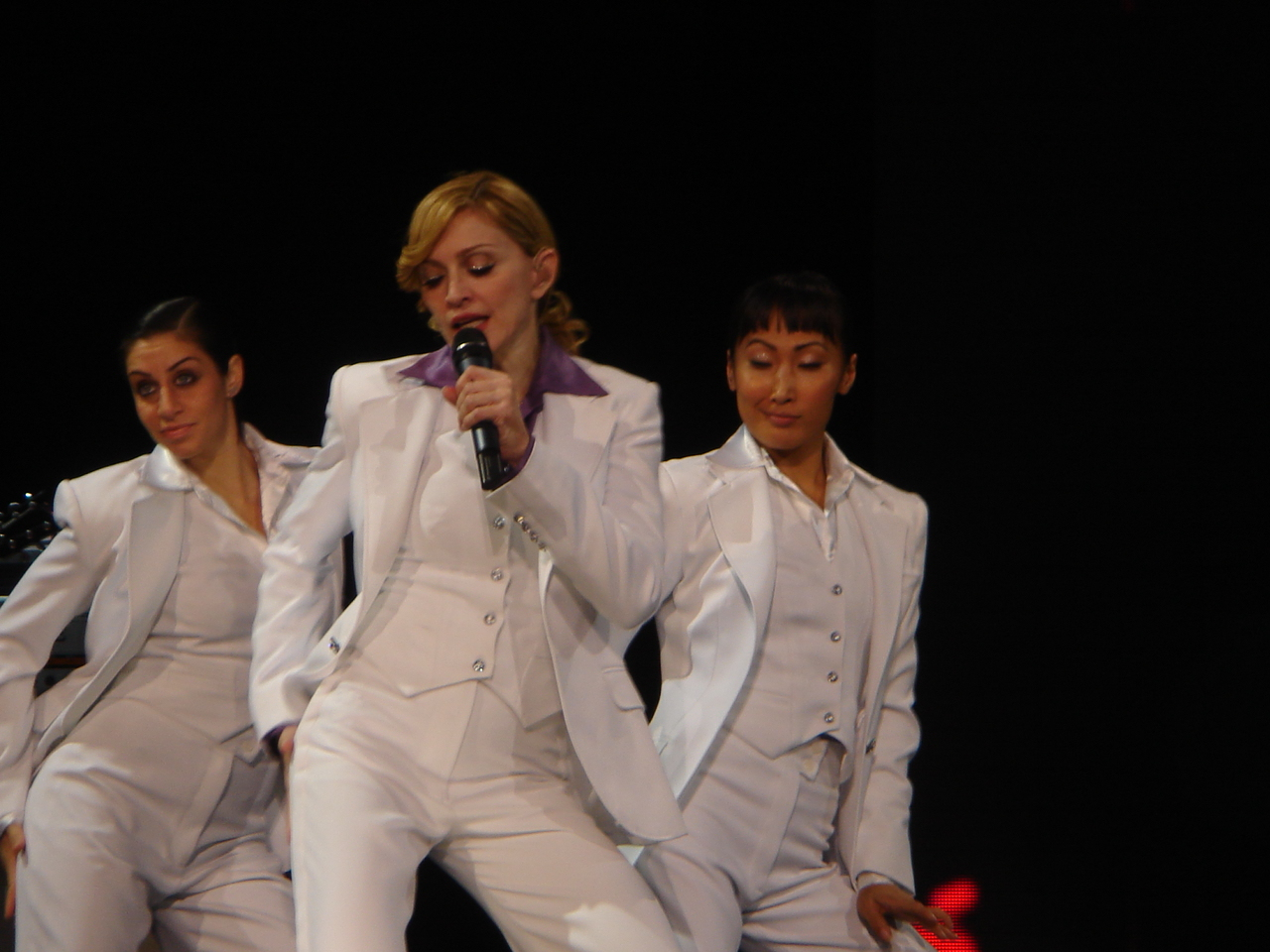
Dopo l'avventura del Confessions Tour che l'ha portata anche all'Olimpico di Roma, Madonna pubblica l'album live della tournée

| Settimana    | Settimana    | Album                 | Artista           | Settimane consecutive | Settimane totali | Fonte  |
| Inizio       | Fine         | Album                 | Artista           | Settimane consecutive | Settimane totali | Fonte  |
| ------------ | ------------ | --------------------- | ----------------- | --------------------- | ---------------- | ------ |
| 29 dicembre  | 4 gennaio    | Io canto              | Laura Pausini     | 2                     | 8                | [ 1 ]  |
| 5 gennaio    | 11 gennaio   | Io canto              | Laura Pausini     | 2                     | 8                | [ 2 ]  |
| 12 gennaio   | 18 gennaio   | Soundtrack '96-'06    | Elisa             | 2                     | 7                | [ 3 ]  |
| 19 gennaio   | 25 gennaio   | Soundtrack '96-'06    | Elisa             | 2                     | 7                | [ 4 ]  |
| 26 gennaio   | 1º febbraio  | The Confessions Tour  | Madonna           | 2                     | 2                | [ 5 ]  |
| 2 febbraio   | 8 febbraio   | The Confessions Tour  | Madonna           | 2                     | 2                | [ 6 ]  |
| 9 febbraio   | 15 febbraio  | Il vuoto              | Franco Battiato   | 1                     | 1                | [ 7 ]  |
| 16 febbraio  | 22 febbraio  | Soundtrack '96-'06    | Elisa             | 1                     | 7                | [ 8 ]  |
| 23 febbraio  | 1º marzo     | Handful of Soul       | Mario Biondi      | 1                     | 2                | [ 9 ]  |
| 2 marzo      | 8 marzo      | Soundtrack '96-'06    | Elisa             | 1                     | 7                | [ 10 ] |
| 9 marzo      | 15 marzo     | Handful of Soul       | Mario Biondi      | 1                     | 2                | [ 11 ] |
| 16 marzo     | 22 marzo     | Vicky Love            | Biagio Antonacci  | 4                     | 5                | [ 12 ] |
| 23 marzo     | 29 marzo     | Vicky Love            | Biagio Antonacci  | 4                     | 5                | [ 13 ] |
| 30 marzo     | 5 aprile     | Vicky Love            | Biagio Antonacci  | 4                     | 5                | [ 14 ] |
| 6 aprile     | 12 aprile    | Vicky Love            | Biagio Antonacci  | 4                     | 5                | [ 15 ] |
| 13 aprile    | 19 aprile    | The Best Damn Thing   | Avril Lavigne     | 2                     | 2                | [ 16 ] |
| 20 aprile    | 26 aprile    | The Best Damn Thing   | Avril Lavigne     | 2                     | 2                | [ 17 ] |
| 27 aprile    | 3 maggio     | Call me irresponsible | Michael Bublé     | 2                     | 2                | [ 18 ] |
| 4 maggio     | 10 maggio    | Call me irresponsible | Michael Bublé     | 2                     | 2                | [ 19 ] |
| 11 maggio    | 17 maggio    | Minutes to Midnight   | Linkin Park       | 2                     | 2                | [ 20 ] |
| 18 maggio    | 24 maggio    | Minutes to Midnight   | Linkin Park       | 2                     | 2                | [ 21 ] |
| 25 maggio    | 31 maggio    | Time Out              | Max Pezzali       | 1                     | 1                | [ 22 ] |
| 1º giugno    | 7 giugno     | Papito                | Miguel Bosé       | 1                     | 7                | [ 23 ] |
| 8 giugno     | 14 giugno    | La finestra           | Negramaro         | 3                     | 3                | [ 24 ] |
| 15 giugno    | 21 giugno    | La finestra           | Negramaro         | 3                     | 3                | [ 25 ] |
| 22 giugno    | 28 giugno    | La finestra           | Negramaro         | 3                     | 3                | [ 26 ] |
| 29 giugno    | 5 luglio     | Papito                | Miguel Bosé       | 6                     | 7                | [ 27 ] |
| 6 luglio     | 12 luglio    | Papito                | Miguel Bosé       | 6                     | 7                | [ 28 ] |
| 13 luglio    | 19 luglio    | Papito                | Miguel Bosé       | 6                     | 7                | [ 29 ] |
| 20 luglio    | 26 luglio    | Papito                | Miguel Bosé       | 6                     | 7                | [ 30 ] |
| 27 luglio    | 2 agosto     | Papito                | Miguel Bosé       | 6                     | 7                | [ 31 ] |
| 3 agosto     | 9 agosto     | Papito                | Miguel Bosé       | 6                     | 7                | [ 32 ] |
| 10 agosto    | 16 agosto    | Soundtrack '96-'06    | Elisa             | 2                     | 7                | [ 33 ] |
| 17 agosto    | 23 agosto    | Soundtrack '96-'06    | Elisa             | 2                     | 7                | [ 34 ] |
| 24 agosto    | 30 agosto    | Lifeline              | Ben Harper        | 2                     | 2                | [ 35 ] |
| 31 agosto    | 6 settembre  | Lifeline              | Ben Harper        | 2                     | 2                | [ 36 ] |
| 7 settembre  | 13 settembre | Vicky Love            | Biagio Antonacci  | 1                     | 5                | [ 37 ] |
| 14 settembre | 20 settembre | All the Lost Souls    | James Blunt       | 1                     | 1                | [ 38 ] |
| 21 settembre | 27 settembre | Todavía               | Mina              | 1                     | 1                | [ 39 ] |
| 28 settembre | 4 ottobre    | Magic                 | Bruce Springsteen | 2                     | 2                | [ 40 ] |
| 5 ottobre    | 11 ottobre   | Magic                 | Bruce Springsteen | 2                     | 2                | [ 41 ] |
| 12 ottobre   | 18 ottobre   | Ferro e cartone       | Francesco Renga   | 1                     | 1                | [ 42 ] |
| 19 ottobre   | 25 ottobre   | Mi faccio in quattro  | Gigi D'Alessio    | 1                     | 1                | [ 43 ] |
| 26 ottobre   | 1º novembre  | e²                    | Eros Ramazzotti   | 3                     | 3                | [ 44 ] |
| 2 novembre   | 8 novembre   | e²                    | Eros Ramazzotti   | 3                     | 3                | [ 45 ] |
| 9 novembre   | 15 novembre  | e²                    | Eros Ramazzotti   | 3                     | 3                | [ 46 ] |
| 16 novembre  | 22 novembre  | Primo tempo           | Ligabue           | 6                     | 6                | [ 47 ] |
| 23 novembre  | 29 novembre  | Primo tempo           | Ligabue           | 6                     | 6                | [ 48 ] |
| 30 novembre  | 6 dicembre   | Primo tempo           | Ligabue           | 6                     | 6                | [ 49 ] |
| 7 dicembre   | 13 dicembre  | Primo tempo           | Ligabue           | 6                     | 6                | [ 50 ] |
| 14 dicembre  | 20 dicembre  | Primo tempo           | Ligabue           | 6                     | 6                | [ 51 ] |
| 21 dicembre  | 27 dicembre  | Primo tempo           | Ligabue           | 6                     | 6                | [ 52 ] |

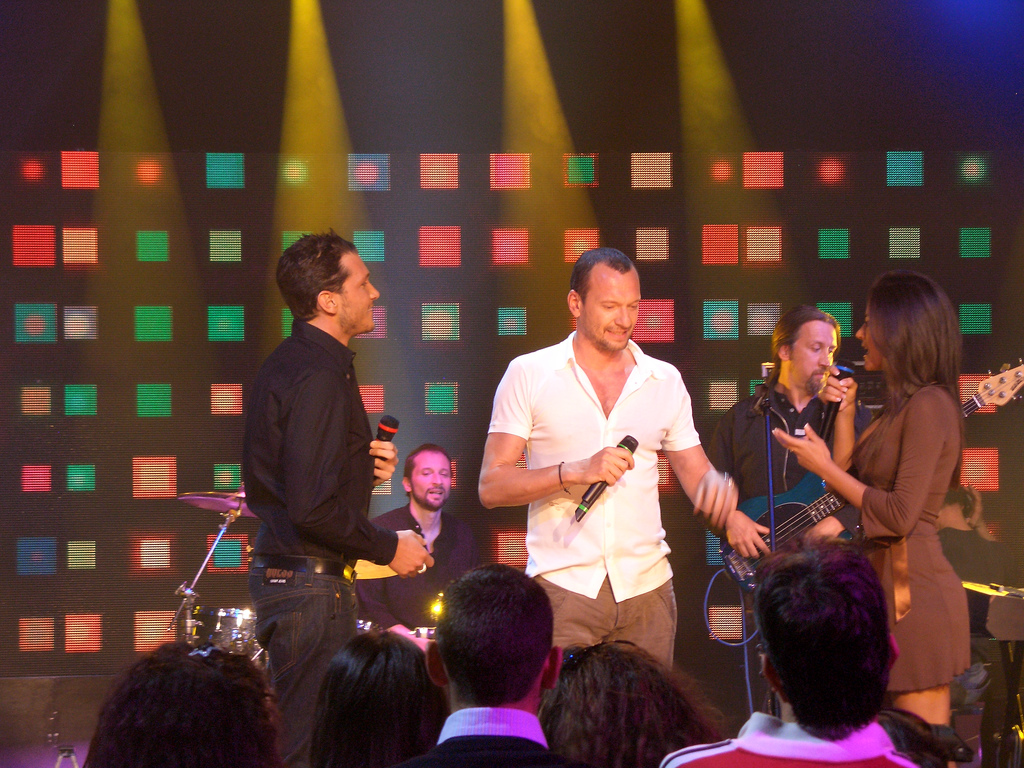
Vicky Love di Biagio Antonacci anticipa una sua fortunata tournée nel corso del 2007

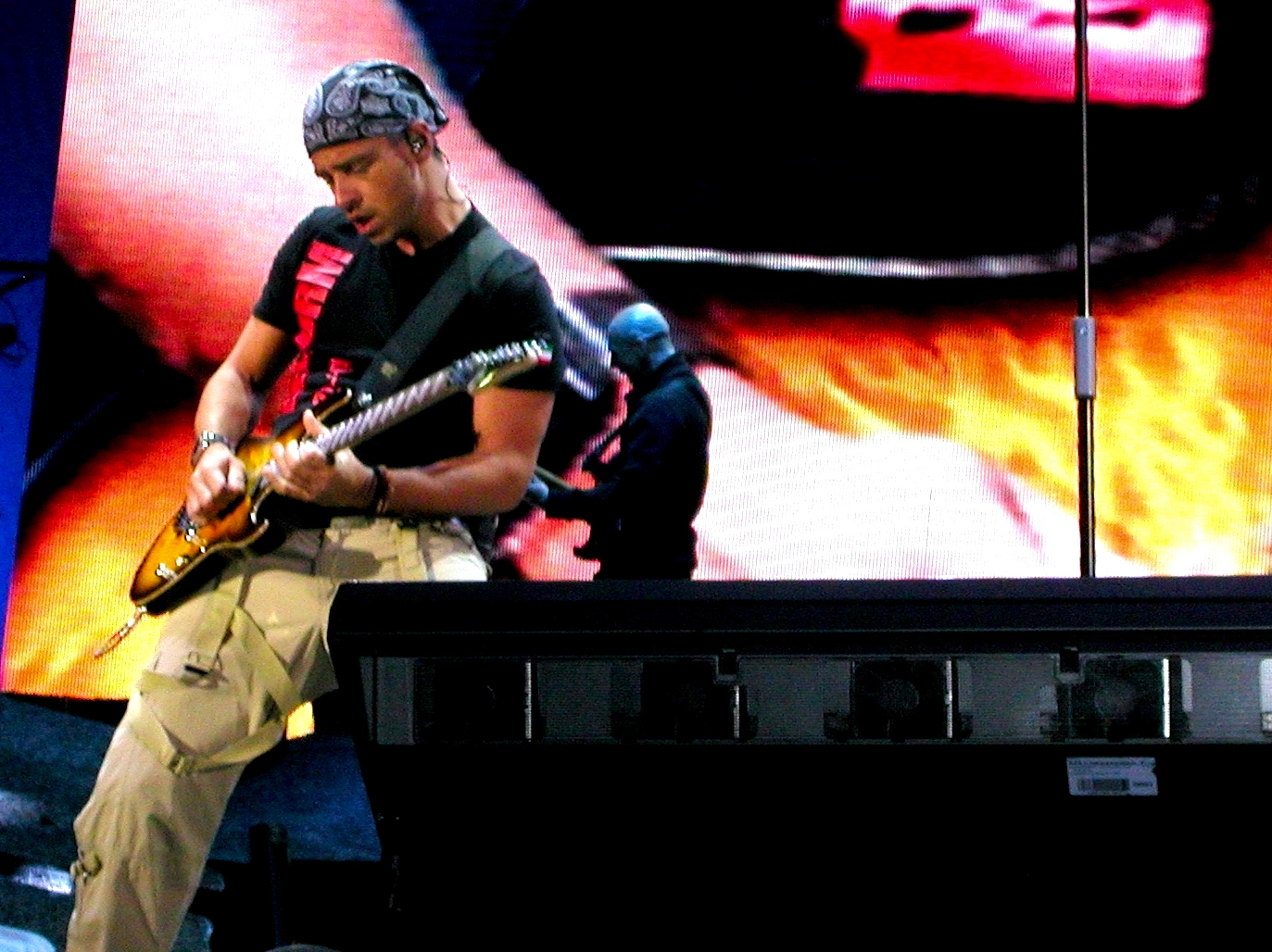
La raccolta E² di Eros Ramazzotti è l'album più venduto in Italia nel corso del 2007

L'album che nel 2007 ha passato più tempo in cima alla classifica di vendita è Papito di Miguel Bosé (7 settimane non consecutive).